# Louise Kathrine Dedichen

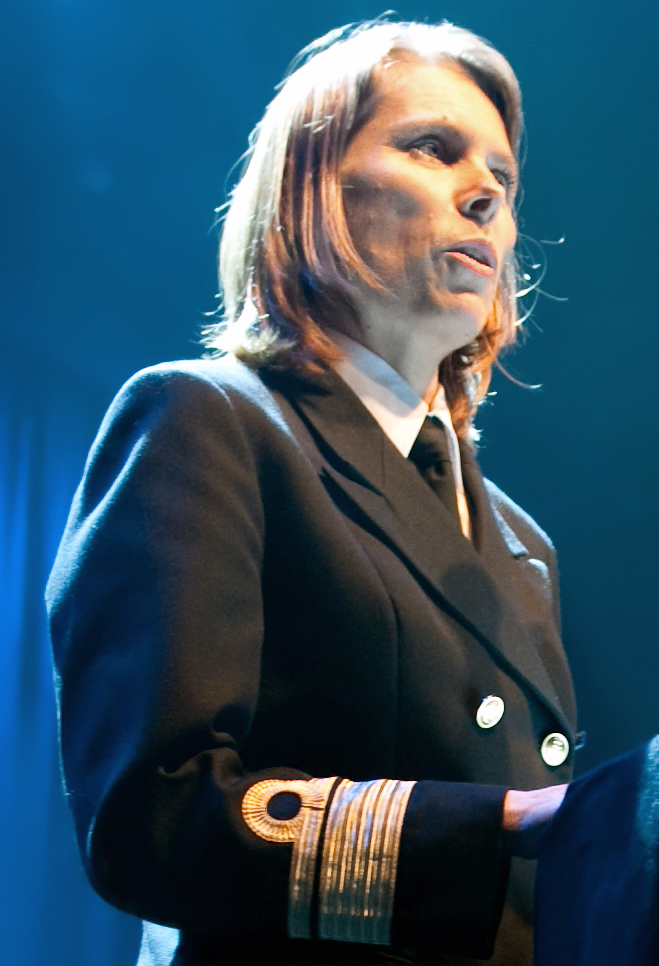
Louise Dedichen (2009) als Konteradmiral

Louise Kathrine Dedichen (* 30. April 1964 in Fredrikstad; geschiedene Bastviken) ist eine norwegische Vizeadmiralin und die erste Frau, die in den norwegischen Streitkräften die Dienstgradgruppe der Admirale erreicht hat. Sie war von 2020 bis 2024 Ständige Vertreterin der norwegischen Streitkräfte im NATO-Militärausschuss als Leiterin der Militærmisjonen i Brussel.

## Militärische Karriere
Nach dem Abschluss der Offizierausbildung war Dedichen auf den Fregatten KNM Stavanger, KNM Trondheim (beide Schiffe gehören zur Oslo-Klasse) und der Schule KNM Tordenskjold eingesetzt. Zeitweise arbeitete sie in der Militärmission in Brüssel.

## Rechtsstreit um die Ernennung zur Leiterin der Verteidigungshochschule
Die Ernennung Dedichens 2008 zur Leiterin des Schulungszentrums für Verteidigung, das 2009 in Verteidigungshochschule (Forsvarets høgskole) umbenannt wurde, ist mit dem Rang eines Konteradmirals verbunden. Der Ernennung folgte ein Rechtsstreit, da der Oberkommandierende der Streitkräfte Sverre Diesen lieber Brigadegeneral Øyvind Kirsebom Strandman den Vorzug gegeben hätte, das Verteidigungsministerium wählte Dedichen. Der Brigadegeneral klagte mit der Begründung, sie sei bevorzugt worden, weil sie eine Frau sei, nicht aufgrund besserer Leistungen. Der Oberste Gerichtshof von Norwegen entschied im April 2014 letztinstanzlich, dass sie zu Recht ernannt worden sei.

## Privates
Louise Dedichen ist mit Per Høiby verheiratet, einem Bruder der norwegischen Kronprinzessin Mette Marit.
Sie spielte 2008 mit Don Johnson in der norwegischen Filmkomödie „Lange flate ballær 2“ einen weiblichen Offizier. Dedichen erhielt unter anderem den Ordre national du Mérite und wurde damit zum Officier ernannt.